# Holoscotolemon monzinii
Holoscotolemon monzinii is een hooiwagen uit de familie Cladonychiidae.